# Władysław Malecki

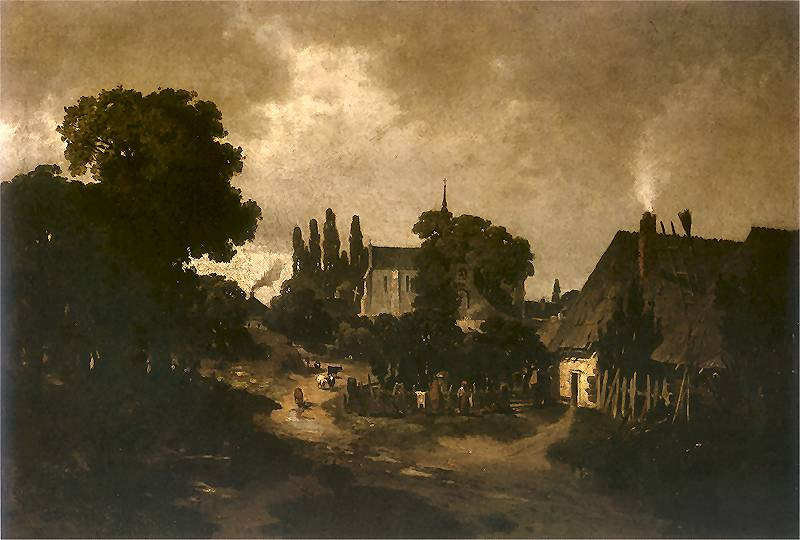
„Dorf bei Kielce“ (poln.: Wieś pod Kielcami), 1870, Öl auf Leinwand, Bestand: Nationalmuseum Kielce. Die Ansicht des Dorfes Białogon (heute Teil von Kielce) gehört zu einer Serie von Bildern aus der damaligen Umgebung von Kielce

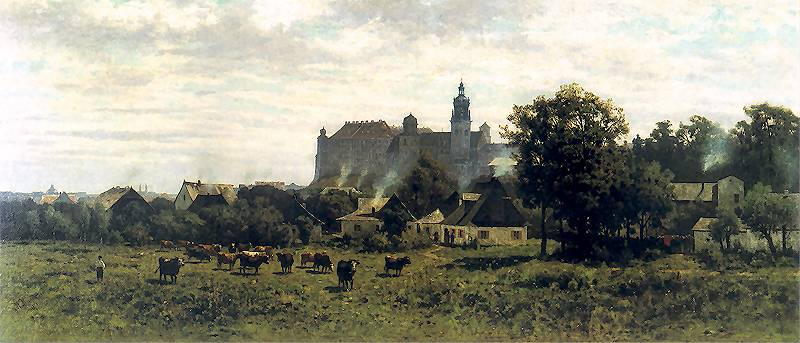
„Blick auf den Wawel“, (poln.: Widok na Wawel), 1873, Öl auf Leinwand, Bestand: Nationalmuseum Warschau. Die Ansicht des Wawelschlosses entstand im Panoramaformat während eines Aufenthaltes in Krakau

Władysław Aleksander Malecki (* 3. Januar 1836 in Masłów Pierwszy; † 5. März 1900 in Szydłowiec) war ein polnischer Landschaftsmaler des Realismus.

## Leben
Malecki war der zweite von drei Söhnen der kleinadeligen und mittellosen Eheleute Ignacy und Karolina, geb. Chmielewska. Ignacy Malecki arbeitete bei einer Behörde als Schreiber, später als Kassierer bei einem Bergbauunternehmen in Suchedniow. Der Sohn Władysław arbeitete zunächst als Bühnendekorateur bei Antonio Sacchetti in Warschau. Von 1852 bis 1856 studierte er dann Malerei an der dortigen Akademie der Bildenden Künste  unter Christian Breslauer.
Anschließend erhielt er ein Staatsstipendium und konnte so seine Studien im Ausland fortsetzen. 1865 war er an der Kunstgewerbeschule in Wien und von 1867 bis 1868 bei Eduard Schleich an der Münchener Kunstakademie. Nach Abschluss seines Studiums blieb er bis 1879 in München; von hier aus unternahm er mehrfach Reisen durch Bayern, nach Polen und Tirol. Ausstellungen seiner Bilder in Polen war kaum Erfolg beschieden, im Ausland erhielt er jedoch mehrfach Preise: eine Goldmedaille 1879 für den „Storchensejm“, eine Silbermedaille 1877 in London für das Landschaftsgemälde „In den bayerischen Bergen“ und Bronzemedaillen 1872 und 1874 in London, sowie 1873 in Wien.
Im Jahr 1880 kehrte er nach Polen zurück. Er konnte keine erhoffte Anstellung als Dekorationsmaler bekommen und verdiente sich mühsam seinen Lebensunterhalt als Zeichenlehrer für Kinder.
Maleckis Werk enthält viele Gemälde aus der Landschaft und von Dörfern des Heiligkreuzgebirges. Lange lebte er in Szydłowiec, dessen Bürgermeister ihn unterstützte und bis zu seinem Tode im Rathausturm wohnen und arbeiten ließ. Dort entstanden viele Bilder zur Kleinstadt, von städtischen Veranstaltungen und dortigen Persönlichkeiten. Trotz seiner anfänglichen Erfolge bei ausländischen Ausstellungen wurde das Werk Maleckis zeit seines Lebens nicht von Künstlerkollegen, Kritikern oder Sammlern in Polen anerkannt. So lebte er in sehr bescheidenen Verhältnissen und starb verarmt und vergessen. Erst viele Jahre nach seinem Tod fand sein Schaffen Beachtung; seine Bedeutung als einer der Väter der realistischen, polnischen Landschaftsmalerei wurde erkannt. Heute befinden sich einige seiner Werke in den Nationalmuseen in Warschau, Krakau, Posen, Stettin und Kielce. Die oft kleinformatigen Bilder in Öl und Aquarell zeichnen sich durch eine Konzentration auf das Malerische, weniger auf das Inhaltliche aus. Zu Beginn von der Münchener Malerei beeinflusst, gewann später der französische Malstil nach Jean-Baptiste Camille Corot und der Schule von Barbizon mehr Bedeutung in Maleckis Werken.